# Gornja Ljubogošta
Gornja Ljubogošta är en ort i Bosnien och Hercegovina.   Den ligger i entiteten Republika Srpska, i den centrala delen av landet, 16 km öster om huvudstaden Sarajevo. Gornja Ljubogošta ligger 820 meter över havet och antalet invånare är 106.
Terrängen runt Gornja Ljubogošta är huvudsakligen kuperad. Gornja Ljubogošta ligger nere i en dal. Runt Gornja Ljubogošta är det ganska tätbefolkat, med 67 invånare per kvadratkilometer.. Närmaste större samhälle är Sarajevo, 16,4 km väster om Gornja Ljubogošta. 
I omgivningarna runt Gornja Ljubogošta växer i huvudsak blandskog.